# Leichtathletik-Weltmeisterschaften 2017/Teilnehmer (Dominica)
| Gelbes Symbol für Goldmedaillen mit stilisierten Olympischen Ringen | Graues Symbol für Silbermedaillen mit stilisierten Olympischen Ringen | Braundes Symbol für Bronzemedaillen mit stilisierten Olympischen Ringen |
| ------------------------------------------------------------------- | --------------------------------------------------------------------- | ----------------------------------------------------------------------- |
| —                                                                   | —                                                                     | —                                                                       |

Von Dominica wurde eine Athletin und ein Athlet für die Leichtathletik-Weltmeisterschaften 2017 in London nominiert.

## Ergebnisse

### Frauen

#### Sprung/Wurf
| Athletin    | Disziplin  | Qualifikation | Qualifikation | Finale             | Finale             |
| Athletin    | Disziplin  | Weite/Höhe    | Platz         | Weite/Höhe         | Platz              |
| ----------- | ---------- | ------------- | ------------- | ------------------ | ------------------ |
| Thea LaFond | Dreisprung | 13,82 m       | 19            | nicht qualifiziert | nicht qualifiziert |

### Männer

#### Sprung/Wurf
| Athlet            | Disziplin  | Qualifikation | Qualifikation | Finale     | Finale |
| Athlet            | Disziplin  | Weite/Höhe    | Platz         | Weite/Höhe | Platz  |
| ----------------- | ---------- | ------------- | ------------- | ---------- | ------ |
| Yordanys Durañona | Dreisprung | 16,71 m       | 10            | 16,42 m    | 11     |